# Sikole
Sikole es un pueblo ubicado en la municipalidad de Negotin, en el distrito de Bor, Serbia.

## Superficie
Posee una superficie de 57,24 kilómetros cuadrados.

## Demografía
Hasta 2011 la población era de 599 habitantes, con una densidad de población de 10,47 habitantes por kilómetro cuadrado.